# TA26
La tumba TA26, llamada también Tumba Real, fue destinada originalmente para Ajenatón; se ubica en el Valle Real de Amarna de Ajetatón. En 1893 y 1894 fue excavada por Alexandre Barsanti que levantó planos y trazó dibujos, copiando los relieves de sus muros. La decoración está muy deteriorada debido a las inundaciones, pero en el año 2004 se hizo una gran obra, protegiendo la entrada a la tumba y construyendo canales que desvíen el agua lejos de ella. 

## Historia
La tumba fue descubierta por buscadores de tesoros alrededor de 1890, que después de expoliarla avisaron a Barsanti. Éste se encontró la tumba vacía y en muy mal estado. En 1892 Howard Carter visitó la necrópolis por encargo de la Egypt Exploration Fund, y copió las escenas representadas en las tumbas.

## Descripción

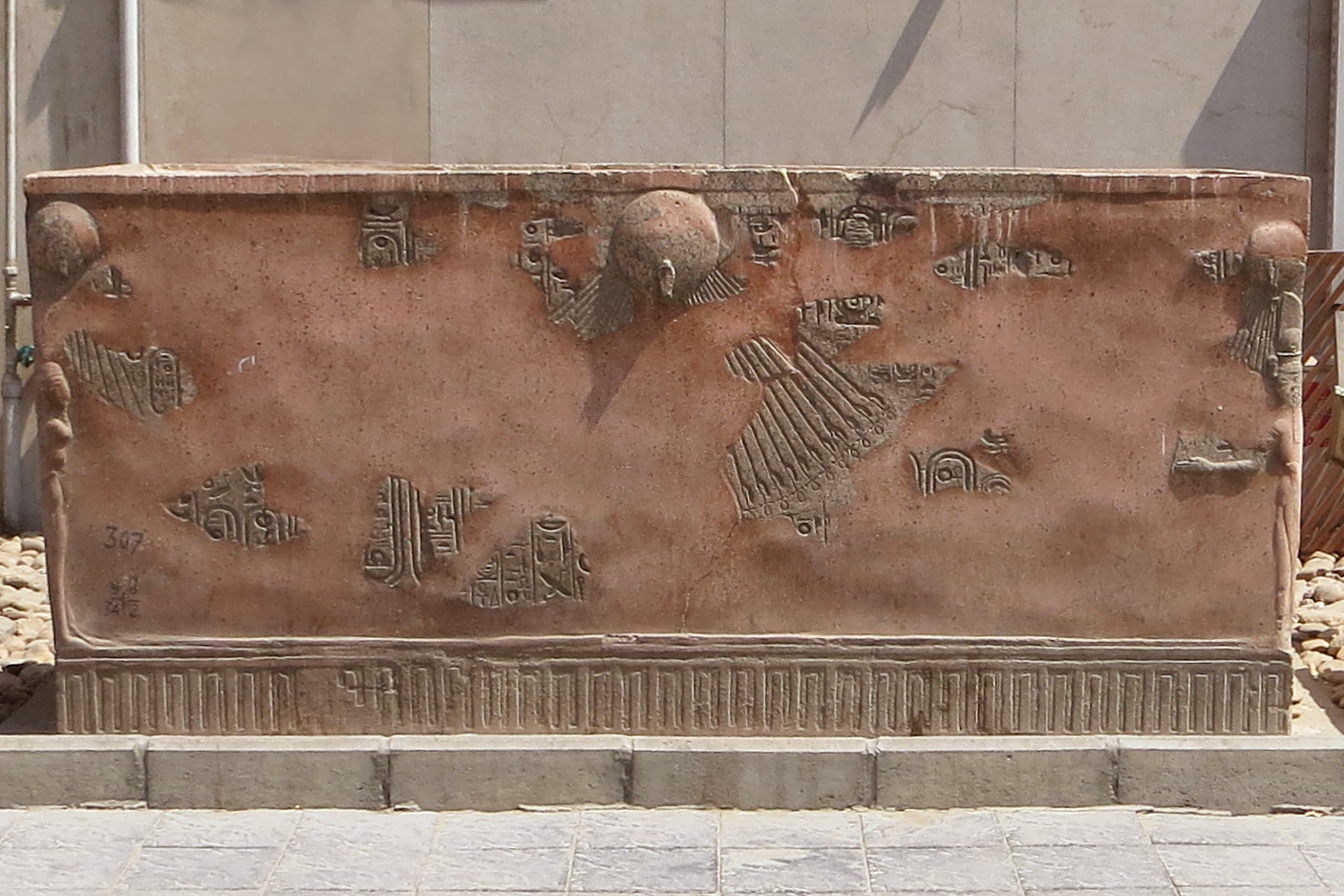
Sarcófago reconstruido de Ajenatón. Museo Egipcio de El Cairo.

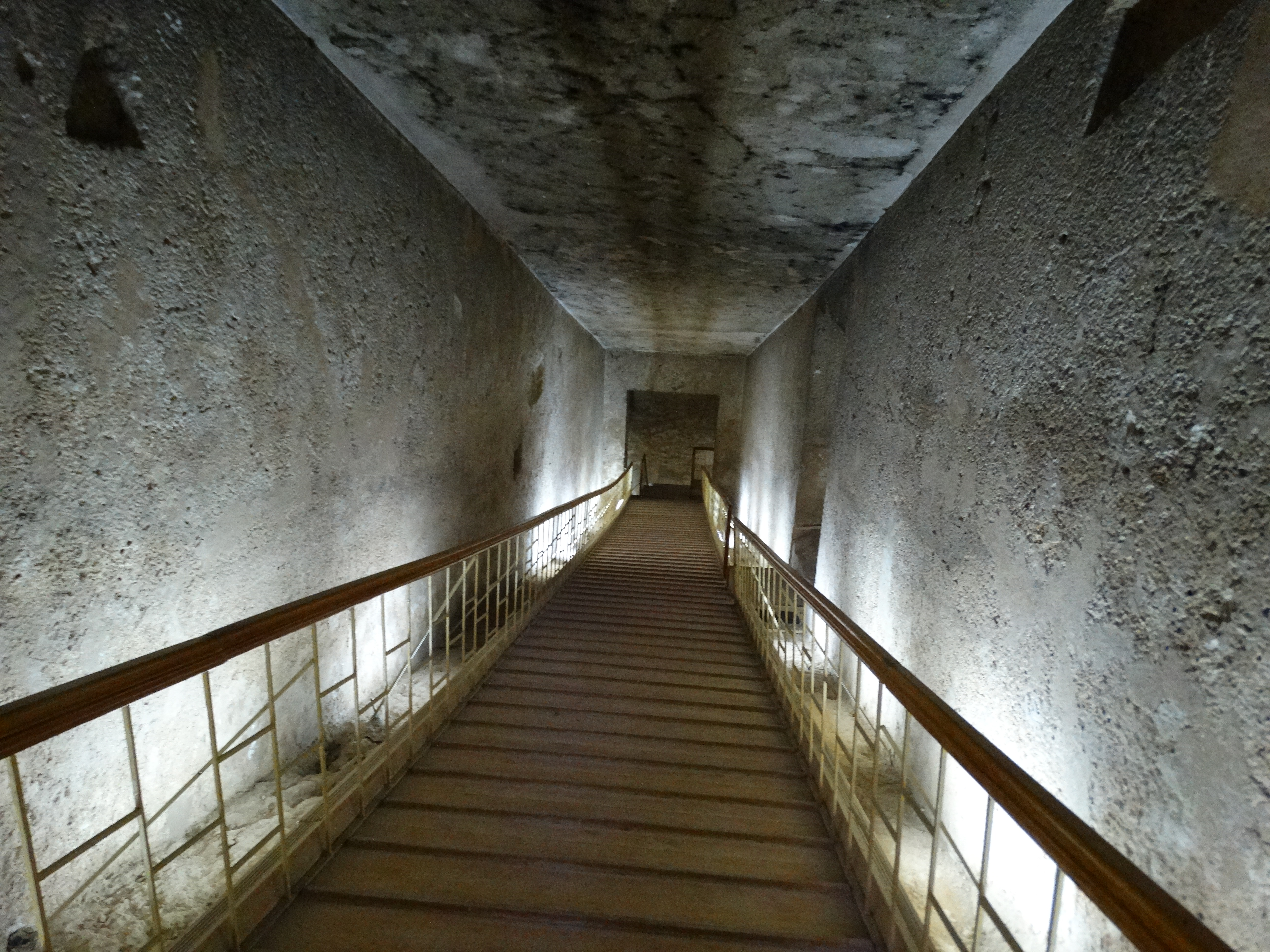
Entrada a la tumba

La tumba está orientada al este, la llegada de Atón. Tanto su trazado como la decoración rompe con la tradición de las tumbas del Valle de los Reyes, como la construcción de un corredor recto, que se usó en tumbas posteriores.
La tumba está excavada en el suelo de roca; una bajada con veinte escalones conduce a la puerta y tras ella a un largo corredor descendente de 3 m de alto, 3 de ancho y 28 de largo. A la mitad de este pasillo hay una serie de cámaras sin terminar, y más adelante una segunda serie de tres cámaras, justo antes de que el corredor termine en una escalera que lleva a la antesala de la cámara funeraria, un amplio recinto a unos tres metros y medio de profundidad. La cámara funeraria mide 10,5 x 10,5 x 3,5 m de altura. Hay dos pilares y hay indicios de que había otros dos. En una zona en que el suelo está unos 30 cm más bajo, se encontró el sarcófago, hecho de granito. En la pared derecha se abre paso a otra cámara, que está inconclusa. La sala está decorada con esculturas de Nefertiti en forma de diosa protectora y por los discos solares de Atón. 
El ángulo de la entrada y la pendiente permite a la luz del sol iluminar todo el camino hasta la cámara funeraria; sin embargo la tumba debiera estar sellada, y la luz del sol no hubiera podido llegar a la cámara.

## Decoración
La mala calidad de la roca caliza del uadi obligó a los artesanos a enyesar las paredes para poder grabar los relieves, por lo que las frecuentes inundaciones han destruido casi todos.
La antecámara o pozo está muy estropeada, pero estaba adornada con relieves de Ajenatón y Nefertiti adorando a Atón. Actualmente solo quedan los restos de dos relieves de flores.
La cámara funeraria estuvo decorada con escenas del entierro del faraón, con diversos personajes rindiendo tributo y con relieves del ajuar funerario. También había representaciones de la familia real, pero la humedad ha destruido prácticamente todo. Quedan algunos cartucho junto al techo, dónde se pueden leer los nombres de Ajenatón, Nefertiti y Atón. 

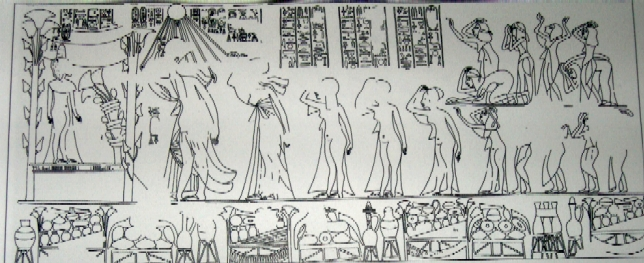
Meketatón bajo un dosel, ante ella su familia y cortesanos efectúan una despedida póstuma. En la fila inferior figuran las ofrendas.

La segunda serie de tres cámaras (llamadas Alfa Beta y Gamma), que se cree que fue usada para el entierro de Meketatón, la segunda hija de Ajenatón. Dos de las cámaras (la Alfa y la Gamma) están decoradas con escenas muy similares: en la cámara Alfa, Ajenatón y Nefertiti se inclinan sobre el cuerpo inerte de una mujer, llorando y apoyándose uno en el otro. Cerca hay una niñera con un bebé en brazos, acompañada por el portador del abanico, lo que indica la condición real del bebé. Los nombres que figuraban han sido destruidos. En la cámara Gamma se muestra una escena muy similar; aquí los jeroglíficos identifican a la joven muerta como Meketatón. En la misma cámara otra escena muestra a Meketatón de pie bajo un dosel que se asocia normalmente con el parto, pero que también puede representar el renacimiento de la princesa. Delante de ella, entre los cortesanos, están Ajenatón, Nefertiti y sus tres hijas restantes, Meritatón, Anjesenamón y Neferneferuatón-Tasherit. La presencia de un bebé real hace que mucho crean a la joven princesa muerta en parto (en este caso el padre tiene con la mayor probabilidad ha sido Ajenatón, que se hubiese casado con su hija), pero no hay pruebas de ello. La princesa Neferneferura no figura pero sí es mencionada, y nada se dice de Setepenra, la menor de ellas.

## Entierro
Ajenatón fue enterrado en la TA26, como demuestra el hecho de que la cámara funeraria estaba sellada. 
Al momento de concretarse la restauración del tradicional panteón egipcio, con el traslado de la corte a Tebas también se efectuó el traslado de la necrópolis. En un primer momento, el misterio de KV55 implicaba el posible reposo de la momia del faraón hereje en ella. Recientemente, gracias a los estudios de ADN efectuados a las momias de Tutankamón y Amenhotep III se pudo determinar que la momia residente en KV55 es concluyentemente la de Ajenatón, cerrando así la hipótesis del traslado del cuerpo desde la necrópolis de Amarna a la de Tebas en el famoso Valle de los Reyes. El sarcófago fue destruido, y ahora se encuentra, reconstruido, en el exterior del Museo de El Cairo.